# 圣日耳曼拉沃
圣日耳曼拉沃（法語：Saint-Germain-Lavolps，法語發音：[sɛ̃ ʒɛʁmɛ̃ lavo]）是法国科雷兹省的一个市镇，属于于塞勒区。该市镇总面积21.89平方公里，2009年时的人口为87人。

## 人口
圣日耳曼拉沃人口变化图示